# Argentina elongata
Argentina elongata és una espècie de peix pertanyent a la família dels argentínids.

## Descripció
- Pot arribar a fer 25 cm de llargària màxima.[2][3]

## Depredadors
A Nova Zelanda és depredat per Macruronus novaezelandiae.

## Hàbitat
És un peix marí, demersal i de clima temperat que viu entre 69 i 600 m de fondària.

## Distribució geogràfica
Es troba al Pacífic sud-occidental: Nova Zelanda i el sud d'Austràlia.

## Observacions
És inofensiu per als humans.